# Danilo Petrović-Njegoš
Ne doit pas être confondu avec Danilo Ier Šćepčev Petrović-Njegoš ou Danilo Petrović-Njegoš  (1871-1939).
Daniel Petrovitch-Njegos ou Danilo Petrović-Njegoš, connu aussi sous le nom de Daniel Ier (serbe : Данило I. Петровић-Његош), né le 25 mai 1826 à Njeguši et mort le 13 août 1860 à Kotor, est prince-évêque puis prince du Monténégro entre 1852 et 1860.

## Famille
Danilo Petrovitch-Njegos est le fils de Stanko Petrovitch-Njegos et d'Angelika Radamovitch. Il est également le frère cadet du prince Mirko Petrovitch-Njegos ainsi que l'oncle de Nikola Ier de Monténégro.

## Biographie
Le prince Danilo Ier fut le dernier prince-évêque (Vladika) et le premier prince (Knjaz) du Monténégro entre 1851 et 1860. Durant son règne, le Monténégro est devenu un État, une principauté laïque en remplacement d’une principauté épiscopale. Il est impliqué dans une guerre contre l’empire ottoman en 1852, la Sublime Porte réclame la juridiction du Monténégro et les frontières entre les deux pays sont floues jusqu’en 1858. Danilo, avec l’aide de son grand frère, le grand-duc Mirko Petrovitch-Njegos, a battu les Ottomans à Ostrog en 1853 et à la bataille de Grahovac en 1858. Le 12 janvier 1855 à Njeguši, il se marie avec la princesse Darinka Kvekitch, qui est née dans une riche famille de Trieste le 31 décembre 1837et morte le 14 février 1892 , fille du prince Marko Kvekić et de sa femme, la comtesse Elisabeth Mirkovich. Ils ont eu une fille, Olga née à Cetinje le 19 mars 1859 et morte à Venise le 21 septembre 1896 , elle ne s’est jamais mariée.

### La montée au pouvoir
Quand Pierre II meurt le 31 octobre 1851, son frère Pero Tomov est proclamé prince, et non prince-évêque, par le Sénat, sous l’influence de Đorđije Petrovitch, l'homme le plus riche du pays. Néanmoins, à l'issue de la brève lutte pour le pouvoir qui suit, Pero, malgré l’appui du Sénat, perd la partie face au jeune Danilo, assuré du soutien de la population.
Ce dernier, après avoir fait la paix entre les tribus Crmnica et Katunjani, est reconnu par les clans serbes du Monténégro à l’exception des Bjelopavlići. Il voyage jusqu'à Vienne, puis se rend en Russie et partout se présente comme désireux d'être ordonné prince-évêque (vladika) et non comme prince souverain. Au retour en janvier 1852, il prend par surprise Pero et ses partisans, fort de l’aval de Nicolas Ier de Russie pour devenir prince du Monténégro. Pero reconnaît sa défaite et retourne à son poste de président du Sénat.
Après des siècles de théocratie, Daniel est devenu le premier prince Monténégrin laïc qui n’eut pas la position ecclésiastique de Vladika. Il préparait les fondations pour que le Monténégro devienne un royaume, mais il n’a pas vécu assez longtemps pour voir ses ambitions réalisées. En 1853, il instaura toutefois l'ordre du prince Danilo Ier.

### Succès militaires
C’est durant le règne de Daniel que le Monténégro remporte sa plus importante bataille contre l'Empire ottoman et de fait, son indépendance.
Le 1er mai 1858 en effet, à Grahovo, son frère aîné, le grand-duc Mirko Petrovitch-Njegos commande une armée forte de 7 500 hommes et gagne une bataille cruciale contre les forces turques, regroupant entre 7 000 et 13 000 hommes, qui sont mises en déroute. Comme trophée de guerre, un arsenal considérable tombe dans les mains des Monténégrins. Celui-ci sera utile lors de la guerre finale pour l’indépendance en 1862 et 1875-78.
Diplomatiquement, cette victoire a d'importantes conséquences en forçant les grandes puissances à définir officiellement les frontières entre le Monténégro et l'empire ottoman en novembre 1858, reconnaissant de facto l’indépendance séculaire du Monténégro. Le Monténégro rallie à cette occasion les clans de Grahovo (à Grahovo), Rudine (à Rudine), Župa (à Župa), plus de la moitié des Drobnjaci, Tušina (à Tušina), Uskoci, Lipovo, les hauts Vasojevići, et une partie des clans Kuči (en:Kuči) et Dodoši (à Dodoši).
La gloire des Monténégrins est immortalisée dans les chansons et la littérature des Slaves du sud, en particulier chez les Serbes de Voïvodine qui font alors partie de l’Autriche-Hongrie.

### Alliance avec la Russie et son échec
Danilo Ier cherchait en la Russie un allié militaire tout en essayant de ne pas contrarier l’Autriche. Son épouse, fortunée et éduquée, ainsi que l’erreur Russe de faire croire à la reconnaissance internationale de la souveraineté de Monténégro, a influencé son attitude francophile. Cette attitude a été au détriment de la relation avec la Russie, l’Autriche et la Serbie qui ont vu dans les bonnes relations entre le Monténégro et la France une menace à leurs intérêts.
Pendant ce temps, les grandes puissances Européennes travaillent pour saper l’influence de la Russie dans l’Europe du Sud-Est, qui est la plus forte au Monténégro. Connaissant l’état d’esprit de son peuple, Danilo refuse de compromettre la souveraineté du Monténégro face à la pression grandissante des européens. La Russie n’est pas en position d’aider le Monténégro après sa défaite lors de la guerre de Crimée en 1854. En conséquence du congrès de Paris en 1856, les représentants du gouvernement Russe n’ont pas assez de poids pour soutenir la demande Monténégrine pour son indépendance et l’élargissement de son territoire. Toutefois, le gouvernement Russe a répondu au mémorandum de Daniel : « Que le gouvernement Russe a toujours reconnu l’indépendance du Monténégro et le fera toujours malgré les positions des autres grandes puissances ».
Durant un voyage en France, Daniel a reçu une aide financière (200 000 francs par an) de la France en espérant qu’elle assurerait la reconnaissance formelle de la souveraineté du Monténégro. De la même façon, Napoléon III espère que cela amènerait le Monténégro à se rapprocher de l’influence française concernant les dépenses de la Russie. Cet acte du prince grand-duc Daniel lui valut beaucoup d’ennemis car cela a été vu par beaucoup de Monténégrins influents comme une trahison de la Russie.
Les ennemis de Danilo grandirent en nombre en incluant son frère ainé, le grand-duc Mirko et le président du sénat Đorđije Petrovitch. Les plans pour organiser l’élimination du Prince ont été élaborés par l’émigration monténégrine dirigée par Stevan Perovitch Cuca et assisté par les puissances étrangères.
Les loyalistes à Danilo ont organisé l’assassinat de Perovitch à Istanbul, mais la résistance contre le prince n’était pas terminée.

### Le code du grand-duc Daniel
Sur les questions intérieures, Daniel a contribué au développement des fonctions modernes de l’état.
Danilo a utilisé la loi de Pierre Ier, comme une source d’inspiration pour sa propre Loi générale de la Terre de 1855 (Zakonik Danila Prvog). Le code de Danilo était fondé sur les traditions et les coutumes du Monténégro et il est considéré comme la première constitution nationale dans l’histoire du Monténégro. Il a également défini des lois sur la protection de la vie privée et le bannissement des belligérants sur la cote d’Autriche (Bouches de Kotor). Il a aussi déclaré : Bien qu'il n'y ait pas d'autre nationalité dans ce pays à l'exception de la nationalité serbe et aucune autre religion, sauf l'orthodoxie orientale, chaque étranger et chaque homme de foi différente peuvent vivre ici et profiter de la même liberté et du même droit que les Monténégrins ou des montagnards.
Daniel organise le premier recensement au Monténégro en 1855 et a ordonné que tous les ménages monténégrins soient enregistrés. Selon le recensement, la population du Monténégro comptait 80 000 personnes.
Daniel fait un plan d’imposition qui est accepté par toutes les tribus monténégrines à l’exception de la tribu des Kuči, qui ont finalement accepté par peur du Prince. Afin de punir la tribu des Kuči, Daniel envoie son frère aîné le duc Mirko en 1856 pour non seulement tuer tous les dirigeants, mais aussi pour tuer même les bébés dans des berceaux. Dans cette tâche extrêmement cruelle, le duc Mirko a tué 247 personnes (dont seulement dix-sept soldats, le reste étant des personnes âgées et des enfants), forçant ainsi la tribu à payer les taxes.
Une autre atrocité a été faite par les forces de Danilo qui impliquait la tribu Bjelopavlići venant de la plaine éponyme, mais les dégâts ont été limités en donnant des hauts grades aux chefs rebelles de la tribu.

### Mort et successeur
Le prince Danilo Ier a été assassiné en août 1860 alors qu'il montait à bord d'un navire au port de Kotor. Les raisons de l'assassinat étaient la vengeance. Danilo et ses gardiens avaient déjà violé des jeunes femmes monténégrines, et Danilo avait violé Vilajeta Pavićević, la sœur de Todor Kadić, son assassin. Le prince Nicolas Ier, neveu de Danilo, lui succéda.